# 1992年12月逝世人物列表
1992年逝世人物列表：1月 - 2月 - 3月 - 4月 - 5月 - 6月 - 7月 - 8月 - 9月 - 10月 - 11月 - 12月
1992年12月逝世人物列表，是用於匯總1992年12月期間逝世人物的列表。

## 依日期排序

### 1日
- 唐阿盧姆，55歲，英國槳手，第一個雙向划船橫渡大西洋的人，心臟病發作。
- 馬格納布萊內斯，59歲，挪威演員和戲劇導演。
- 智利戈麥斯，83歲，墨西哥裔美國職業棒球大聯盟球員[1]
- 弗洛德·希克斯，77歲，美國政治家和律師[2]
- 安东·马拉廷斯基，72歲，斯洛伐克足球運動員。
- 保羅·羅奈，85歲，匈牙利-巴西翻譯家、語言學家和評論家。[3]
- 伍德-古什，70歲，南非動物行為學家。
- 鳳凰女，香港著名粵劇演員。

### 2日
- 傑克·卡弗里，58歲，加拿大冰球運動員[4]
- 海梅·德拉羅莎，71歲，菲律賓演員。
- 邁克爾·戈特哈德，53歲，英國演員[5]
- 彼特·格羅斯，55歲，美國體育播音員，癌症。
- 拉爾夫·伊扎德，82歲，英國記者、作家和冒險家[6]
- 米哈伊爾·卡留科夫，87歲，蘇聯電影導演、電影攝影師和編劇。
- 弗蘭克·D·奧康納，82歲，美國律師和政治家。

### 3日
- 努尔丁·阿塔西，63歲，敘利亞政治家，總統
- 路易斯·阿爾科里扎，74歲，墨西哥編劇和電影導演[7]
- 詹姆斯·奧哈拉，65歲，愛爾蘭裔美國演員
- 安德列·塞普西，81歲，羅馬尼亞足球運動員。
- 比爾·沃德，71歲，美式足球運動員[8]

### 4日
- 亨利·克勞森，87歲，美國律師和調查員。
- 揚喬·迪米特洛夫，49歲，保加利亞足球運動員。
- 阿爾菲·弗格森，65歲，英國工會主義政治家。[9]
- 西德尼·斯科菲爾德，81歲，英國政治家。[10]

### 5日
- 艾芜
- 費利佩·帕迪拉·德萊昂，80歲，菲律賓作曲家。
- 埃米爾·豪里，88歲，美國考古學家。[11]
- 萊萬·馬魯阿什維利，80歲，喬治亞地理學家和登山家。
- 莫尼莎，21歲，印度女演員，交通事故。
- 拉克什·辛格，22歲，印度陸軍軍官
- 希拉蕊·廷德爾，54歲，英國女演員[12]
- 弗蘭克·賴特，71歲，美國純種賽馬訓練師和評論員

### 6日
- 保拉·弗里亞斯·阿連德，29歲，智利人道主義者
- J. 蜜雪兒·富尼耶，87歲，加拿大政治家。
- 珀西·赫伯特，72歲，英國演員[13]
- 海爾希·邁博羅達，79歲，烏克蘭作曲家。
- 英夫·斯科爾德，93歲，瑞典作曲家[14]
- 拉斯洛·薩博，84歲，匈牙利奧運賽艇運動員[15]
- 漢克·沃登，91歲，美國演員[16]

### 7日
- 佐爾坦·阿達米克，64歲，匈牙利短跑運動員[17]
- 阿諾茲·埃利希，77-78，波蘭乒乓球運動員[18]
- 理查·約瑟夫·休斯，83歲，美國政治家和法官[19]
- 菲利克斯·傑克遜，90歲，德裔美國編劇[20]
- 比爾·肖克利，55歲，美國橄欖球運動員[21]
- 威廉姆斯，98歲，美國社會學家、歷史學家和作家

### 8日
- 托皮爾·巴希，68歲，印度劇作家、編劇和電影導演。
- 休·德沃爾，82歲，美式橄欖球運動員[22]
- 阿曼達·吉杜奇，69歲，義大利作家、文學評論家和馬克思主義女權主義者。
- 凱西·奧斯特曼，49歲，美國政治家，癌症。
- 弗里斯喬夫·普里茲，49歲，挪威跳臺滑雪運動員、網球運動員[23]
- 普拉蒂魯帕蒂拉朱，88歲，印度作家、哲學家和學者。
- 威廉·肖恩，85歲，美國雜誌編輯[24]

### 9日
- 卡爾·巴格，62歲，美國棒球主管[25]
- 埃斯雷夫·比爾吉奇，84歲，土耳其國際足球運動員和經理。
- 湯姆·波托莫爾，72歲，英國馬克思主義社會學家。
- 喬·克拉克，95歲，澳大利亞政治家[26]
- 傑弗魯瓦·喬德隆·德·庫塞爾，80歲，法國外交官[27]
- 佛朗哥·弗蘭奇，64歲，義大利演員、喜劇演員和歌手[28]
- 喬治·弗雷澤，81歲，加拿大足球運動員。
- 文森特·梔子花，72歲，義大利裔美國演員[29]
- 葉海亞·哈克奇，87歲，埃及小說家[30]
- 路易西托·雷伊，47歲，西班牙歌手

### 10日
- 西莉亞·加麥斯，87歲，阿根廷電影女演員[31]
- 瓊·加德納，66歲，美國配音演員
- 丹·馬斯克爾，84歲，英國網球運動員和體育節目主持人
- 約瑟芬·麥金，82歲，美國游泳運動員[32]
- 約翰·奧尼爾，55歲，美國政治家，交通事故。
- 雅克·佩雷，91歲，法國作家。[33]
- 貝比·菲爾普斯，84歲，美國棒球運動員[34]
- 伯納德·賴歇爾，91歲，瑞士作曲家[35]

### 11日
- 比利·庫克，83歲，北愛爾蘭足球運動員和經理。
- 威廉·邁克爾·科斯格羅夫，76歲，美國羅馬天主教會主教。
- 朗·埃文斯，80歲，美國橄欖球運動員[36]
- 羅納德·古德，96歲，英國植物學家。
- 安迪·柯克，94歲，美國爵士薩克斯手，管樂手和樂隊領隊[37]
- 蘇珊娜·莉拉爾，91歲，比利時小說家和劇作家[38]
- 威廉·A·雷德蒙德，84歲，美國政治家。
- 邁克爾·羅賓斯，62歲，英國演員，前列腺癌[39]

### 12日
- 阿里·阿米尼，87歲，伊朗政治家，總理[40]
- 馬拉基·嘉莉，36歲，北愛爾蘭共和軍志願者
- 貝爾納·里耶維格德，87歲，荷蘭精神病學家。
- 賈蘇·帕特爾，68歲，印度板球運動員。
- 羅伯特·雷克斯，83歲，紐埃政治家，總理
- 魯布·沃克，66歲，美國棒球運動員[41]

### 13日
- 埃利斯·阿納爾，85歲，美國政治家。[42]
- 延斯·博林，77歲，挪威演員和戲劇導演。
- 奧斯卡·布里特，73歲，美國烤架足球運動員[43]
- 莫諾·莫漢·達斯，82歲，印度政治家。
- K·C·歐文，93歲，加拿大商人[44]
- 路德·傑拉爾茲，54歲，美式橄欖球運動員[45]
- 米斯科·馬克沃思，87歲，丹麥演員。
- 亞歷山大·蒂爾納尼奇，82歲，南斯拉夫足球運動員和經理。
- 科尼利厄斯·范德比爾特·惠特尼，93歲，美國商人、電影製片人和慈善家[46]

### 14日
- 渡泉道祖，81歲，日本竹笛演奏家。
- 町村金五，92歲，日本政治家。
- 威廉·亨利·奧爾登多夫，67歲，美國神經學家、醫生和研究員[47]
- 塞韦里诺·里戈尼，78歲，意大利男子單車運動員。[48]

### 15日
- 斯帆·戴布蘭奇，61歲，瑞典作家和學者
- 馬塞爾·拉赫曼，84歲，法國奧運曲棍球運動員[49]
- 約蘭德·拉豐，97歲，法國女演員。[50]
- 奧托·靈頓，89歲，丹麥作曲家、樂隊領隊和小提琴家。
- 埃尼奧·莫洛蒂，82歲，義大利畫家[51]
- 吉姆·墨斯克，82歲，美國橄欖球運動員[52]
- 赫爾曼·史托維桑德，86歲，德國演員[53]
- 威廉·瓦·西斯，61歲，美國服裝設計師

### 16日
- 埃里卡·布勞森，84歲，英國藝術品轉銷商和畫廊主。
- 蒙克·多塞特，83歲，大學橄欖球和籃球運動員。
- 阿迪爾·古利耶夫，70歲，蘇聯-亞塞拜然戰鬥機飛行員和第二次世界大戰期間的飛行王牌。
- 埃里克·约翰松，65歲，瑞典冰球運動員[54]
- 安東·庫哈斯，80歲，荷蘭記者和作家[55]
- 貢薩洛·羅德裡格斯·馬丁-格拉尼佐，64歲，西班牙海軍上將[56]

### 17日
- 塞拉菲瑪·阿莫索娃，78歲，第二次世界大戰期間的蘇聯轟炸機指揮官。
- 君特·安德斯，90歲，德國哲學家[57]
- 达纳·安德鲁斯，83歲，美國演員[58]
- 喬治·N·克雷格，83歲，美國政治家，印第安那州州長[59]
- 安德魯·雅各斯，86歲，美國政治家，美國眾議院議員
- 威廉·克內西特，62歲，美國賽艇運動員和奧運冠軍。[60]
- 里納斯·特魯，70歲，荷蘭足球運動員[61]
- 蘇倫·耶雷米安，84歲，蘇聯和亞美尼亞歷史學家和製圖師。

### 18日
- 安東尼奧·阿穆裡，67歲，義大利作家、廣播電視作家和作詞家。
- 沃金·巴基奇，77歲，南斯拉夫雕塑家。[62]
- 彼布蘭特馬爾，74歲，丹麥足球運動員。[63]
- 霍華德·坎恩，97歲，美國籃球運動員和教練。[64]
- 馬克·古德森，77歲，美國遊戲節目製作人[65]
- 克拉拉·黑爾，87歲，美國人道主義者[66]
- 弗拉基米爾·謝苗諾維奇·謝苗諾夫，81歲，蘇聯外交官

### 19日
- 詹尼·佈雷拉，73歲，義大利記者和小說家[67]
- 亞伯拉罕·查恩斯，75歲，美國數學家和經濟學家。
- 路易斯·杜克勒，81歲，法國演員、編劇和作曲家[68]
- 弗拉基米爾·格列本尼科夫，60歲，蘇聯冰球運動員[69]
- 賀伯特·賴尼爾·阿道弗斯·哈特，85歲，英國法律哲學家[70]
- 羅塞爾·海德，92歲，美國律師[71]
- 雷吉·英格爾，89歲，英國板球運動員。

### 20日
- 阿卜杜勒·哈米德阿里夫，68歲，印尼演員。
- 彼得·布羅科，89歲，美國演員
- 伯納德·杜堡，47歲，法國詩人。[72]
- 盧西亞諾·達爾·法爾科，67歲，義大利政治家。
- 哈拉爾德·霍夫曼，84歲，德國曲棍球運動員[73]
- 史蒂夫·羅斯，65歲，美國媒體高管
- 沃爾特·扎德克，92歲，德裔以色列攝影師[74]

### 21日
- 斯特拉·阿德勒，91歲，美國女演員和表演老師[75]
- 西碧·安德魯斯，94歲，英裔加拿大藝術家[76]
- 菲力浦·法卡斯，78歲，美國古典音樂家[77]
- 大衛·海爾，75歲，美國超現實主義藝術家[78]
- 艾尔伯特·金，69歲，美國藍調吉他手和歌手[79]
- 內森·米爾斯坦，88歲，烏克蘭裔美國小提琴家[80]
- 亞歷克斯·奎森-薩基，68歲，加納外交官[81]

### 22日
- 博拉吉·巴德霍，39歲，奈及利亞視覺藝術家和演員
- 查理·布莱克，71歲，美國籃球運動員[82]
- 哈利·布魯斯通，85歲，美國小提琴家
- 拉金德蘭·克裡斯蒂，54歲，印度曲棍球運動員[83]
- 布萊恩·道爾，62歲，英格蘭足球運動員。
- 弗雷德里克·威廉·弗朗茨，99歲，美國耶和華見證人領袖.[84]
- 威廉·詹尼，84歲，美國演員。[85]
- 埃里克·林登，81歲，瑞典自由式摔跤運動員和奧運獎牌得主。[86]
- 米洛·斯珀伯，81歲，英國演員、導演和作家。
- 科爾內利奧·比利亞雷亞爾，88歲，菲律賓政治家。
- 威利斯男爵泰德·威利斯，78歲，英國編劇和劇作家。[87]

### 23日
- 亞德維加·喬納卡，87歲，波蘭電影女演員。
- 洛娜·科恩，79歲，美國蘇聯間諜。
- 文森特·福卡德，58歲，法國室內設計師[88]
- 埃迪·黑茲爾，42歲，美國放克吉他手和歌手.[89]
- 弗蘭克·赫克馬，81歲，美國奧運帆船運動員[90]
- 維亞切斯拉夫·庫倫諾伊，60歲，俄羅斯奧運會水球運動員[91]
- 羅伯特·馬沙克，76歲，美國物理學家和教育家[92]
- 漢克·米澤爾，69歲，美國搖滾歌手，吉他手和詞曲作者。[93]
- 伊塔洛·佩德龍切利，57歲，義大利奧運會高山滑雪運動員[94]
- 西里爾·沃爾特斯，87歲，威爾士板球運動員。

### 24日
- 鮑比·拉坎德，47歲，美國康加音樂家[95]
- 米雪琳娜·盧喬尼，62歲，法國女演員[96]
- 傑克·尼科爾斯，66歲，美國籃球運動員[97]
- 贝约，64歲，比利時漫畫家和作家[98]
- 阿德拉·塞奎羅，91歲，墨西哥女演員和記者[99]
- 斯特拉·斯科帕爾，88歲，克羅埃西亞雕塑家。
- 威廉·特魯哈特，74歲，美國外交官。[100]

### 25日
- 朱塞佩·博諾米，80歲，義大利足球運動員教練。[101]
- 泰德·克洛克，68歲，英格蘭足球運動員。[102]
- 加里森·H·大衛森，88歲，美國中將。[103]
- 莫妮卡·狄更斯，77歲，英國作家。[104]
- 埃德·唐納利，60歲，美國棒球運動員。[105]
- 桑德拉·多恩，68歲，英國女演員。
- 小理查德·霍華德·伊喬德，66歲，美國政治家，美國眾議院議員[106]
- 海倫·約瑟夫，87歲，南非反種族隔離活動家。[107]

### 26日
- 康斯坦斯·卡彭特，88歲，英國女演員[108]
- 傑克·克雷斯頓，82歲，英格蘭足球運動員[109]
- 埃德蒙-大衛斯男爵，86歲，英國法官[110]
- 揚·弗林特曼，73歲，荷蘭賽車手。
- 湯姆·戈爾曼，67歲，美國棒球運動員[111]
- 爱德华·霍华德-维斯，87歲，英國男子馬術運動員[112]
- 安東尼·赫胥黎，72歲，英國植物學家[113]
- 约翰·凯梅尼，66歲，匈牙利裔美國數學家和計算機科學家[114]
- 尼基塔·馬加洛夫，80歲，喬治亞-俄羅斯鋼琴家[115]
- 伊芙·普爾，67歲，紐西蘭政治家。
- 瑪麗亞·布魯格拉·佩雷斯，79歲，西班牙無政府工團主義者。
- 希爾德·瓦格納，88歲，德裔奧地利女演員。[116]

### 27日
- 斯蒂芬·阿爾伯特，51歲，美國作曲家[117]
- 達南傑·巴塔查里亞，70歲，印度孟加拉文歌手和作曲家。
- 凱·博伊爾，90歲，美國小說家。[118]
- 阿爾弗雷德·H·克利福德，84歲，美國數學家。
- 詹姆斯·帕特森·利克，53歲，美國羅馬天主教主教

### 28日
- 傑克·德林格，66歲，美國健美運動員
- 比森特·格爾巴西，79歲，委內瑞拉詩人和作家[119]
- 尼利斯·漢達爾，86歲，挪威政治家。
- 薩爾·馬格里，75歲，美國棒球運動員[120]
- 厄爾菲·梅爾霍費爾，75歲，奧地利女演員和歌手。[121]
- 威廉·G·麥克勞林，70歲，美國歷史學家。[122]
- 艾梅·蜜雪兒，73歲，法國科學和靈性作家和作家。[123]
- 美路甸·帕耶維奇，72歲，黑山足球運動員和經理。
- 達妮埃拉·佩雷斯，22歲，巴西女演員和舞蹈家
- 奧托·拉拉·雷森德，70歲，巴西記者[124]
- 卡度·羅賓遜，75歲，英國喜劇演員
- 維森特·朗東，54歲，委內瑞拉拳擊手。
- 張雲洙，64歲，韓國足球運動員和經理。
- 道格·賴特，75歲，英格蘭足球運動員。

### 29日
- 雅罗斯拉夫·博罗维奇卡，61歲，捷克足球運動員。
- 葉海亞·卡努，塞拉利昂軍官，總統。
- 詹姆斯·那不勒斯，81歲，屬於熱那亞犯罪家族的美國黑幫。
- 薇薇安·西格爾，95歲，美國女演員和歌手[125]
- 菲德爾·特裡卡尼科，77歲，烏拉圭拳擊手[126]

### 30日
- 菲爾·H·巴克魯，78歲，美國橄欖球運動員。
- 多蘿西·查科，88歲，美國社會工作者、人道主義者和醫生。
- 塞薩爾·多梅拉，92歲，荷蘭雕塑家、畫家、攝影師和印刷師[127]
- 提摩西·S·希利，69歲，美國羅馬天主教神父和學者[128]
- 米哈伊洛·拉利奇，78歲，黑山-塞爾維亞作家[129]
- 羅密歐·穆勒，64歲，美國編劇和演員[130]
- 克洛泰爾·伍達德·史密斯，82歲，美國建築師[131]
- 魯馨·莎卡瑞揚，55歲，亞美尼亞歌手

### 31日
- 鄧尼斯·巴內特，86歲，二戰期間英國皇家空軍空軍元帥。
- 埃林娜·戈基利，74歲，蘇聯-喬治亞田徑運動員[132]
- 黛安·傑克遜，51歲，英國動畫導演[133]
- 西里爾·皮科克，63歲，英國自行車賽車手[134]
- 比爾·斯皮爾斯，86歲，美式足球運動員。
- 克利斯蒂安·瓦特內斯，76歲，冰島奧運會標槍運動員[135]